# Оборонні мури Львова
Високий і Низький мури (пол. Wysoki mur, Nizki mur) були закладені у XIV столітті і завершені до середини XV століття. Вони формували дві перші лінії оборони готичного Львова і до завершення третьої лінії оборони у середині XVI століття визначали обороноздатність міста. Внутрішній Високий мур завдовжки 1700 метрів охоплював по периметру Середмістя, а Низький мур простягався поміж міськими брамами з трьох сторін міста.

## Високий мур
Археологічні знахідки останніх років підтверджують наявність ще у княжу добу забудови на теренах Середмістя Львова, яке мало б бути обведене фортифікаціями. На вимогу Бурундая, темника хана Батия, князь Лев І розметав 1259 року укріплення Львова та розпочав їхнє відновлення у 1270-х роках. Польський король Казимир III Великий, якому у квітні 1340 року піддалися оборонці Львова, при відступі підпалив міські укріплення. Достовірно невідомо, коли і ким було розпочато зведення першої мурованої лінії оборони Львова. Князь Володислав Опольський у 1370-х роках сповістив Папу Римського про надійні міські укріплення, але вигляд цих укріплень надалі залишається невідомим. До кінця XIV століття місто обвели муром з ламаного каміння, що височів на декілька метрів над міським тереном і перед яким знаходився рів. Висота муру різнилась з найбільш загроженої східної сторони і з протилежної сторони вздовж русла Полтви. Тоді цю кам'яну основу муру завершувала дерев'яна бойова галерея — гурдиція, що з двох сторін нависала над ним, забезпечуючи обстріл його основи з бійниць вертикального бою. Міські цегельні на початку XV століття змогли забезпечити місто необхідною кількістю цегли, що дозволило на початку 1430-х років завершити верхню частину Високого муру з бійницями, з внутрішньої сторони якої йшла крита дахом бойова галерея. На найбільш загрожених ділянках муру бійниці для обстрілу передполя муру доповнювали бійниці вертикального бою у машикулях, що дозволяло обстрілювати основу Високого муру (збереглись у інтер'єрі Музею зброї «Арсенал»).

## Вежі
Вежі Високого муру, ймовірно, заклали у XIV столітті на стандартній для того часу віддалі 60 м одна від одної, що гарантувало прицільний обстріл з лука простору перед мурами. У 1380-х роках завершили кам'яні мури навколо проїздів міських брам задля забезпечення їхнього захисту. До 1404 р. першою збудували вежу понад Краківською брамою і, ймовірно, кутові вежі Високого муру. Через початок регулярних нападів татар на Львівську землю 18 веж закріпили за ремісничими цехами, які завершили їхнє будівництво до 1445 року. Цехи повинні були забезпечити закріплені за ними вежі зброєю, запасом амуніції, пороху, провізії. Кам'яні основи веж мали квадратну форму і переважно були надбудовані квадратними верхніми ярусами. Декілька веж мало підковоподібну форму верхніх ярусів і лише вежа бондарів була круглою. Вежі стояли перед Високим муром і лише з сторони Полтви, можливо, через заболочений ґрунт вежу пекарів і вежу Старої хвіртки розмістили за муром. Вежі були вищими за Високий мур на один ярус, який у частині веж мав бійниці вертикального бою серед машикулів. На рівні Високого муру у вежах знаходилось два яруси — нижній господарський і верхній житловий, а нижче поверхні міста в основі веж містились льохи. Надбрамні вежі кравців і кушнірів були значно вищими за решту для забезпечення оборони далеких підступів до проїздів у місто. У XVII столітті після завершення монастиря бернардинців вежі від Галицької брами до наріжної біля Міського арсеналу закинули. У 1720-х роках більшість веж стояла з дірявими дахами, без запасів амуніції і провізії.

## Низький мур
На час будівництва першої черги Високого муру у Європі почала поширюватись вогнепальна зброя. До Львова король Владислав II Ягайло привіз 1394 року перші гармати, 6 бочок пороху. Того ж року вже львівський гармаш Зброжек з наказу короля привіз перші гармати і порох до Кам'янця на Поділлі. Спеціально для застосування вогнепальної зброї бургомістр Йоган Травтерревлейн, майстри Ванденштейн, Юдентоттер за 20 м перед Високим муром 1418 року заклали Низький мур, що охоплював 2/3 периметру міста. Старий оборонний рів перед Високим муром довший час розділяв дві лінії оборони, але з часом його засипали. Власне для вогнепальної зброї призначались 16 однакових двоярусних бастей діаметром до 8,7 м, у нижньому ярусі яких було 2 бійниці для гармат, а на верхньому 3 бійниці для ручної зброї. Яруси бастей розділяло дерев'яне перекриття, вони мали відкриту задню частину для швидшого вивітрювання диму після пострілу. Самі куртини муру були швидше перешкодою для просування ворога, якого перед ними з флангів мали вражати гармати нижнього ярусу бастей. З появою аркебуз, мушкетів Низький мур надбудували стіною з бійницями і бойовою галереєю. При засипанні рову поміж лініями оборони міста рівень поверхні довели до рівня галерей, потреба у яких відпала. З середини XVI століття було облаштовано нову лінію оборони на міському валі, який закривав бійниці Низького муру, через що його оборонна функція занепала. З кінця XVII століття частину бастей використовували під житло, частина була заповнена сміттям, викинутим з міста.

## Історія
Єдиний раз в історії Львова Високий мур захистив місто 1509 року, коли артилерія господаря Богдана III намагалася пробити у ньому проломи з боку річки Полтви біля костелу францисканців. Але дві лінії оборони були нездоланними для орд татар, які незалежно від своєї чисельності не наважувалися атакувати місто. З спорудженням нової лінії оборони на міському валі до середини XVI століття роль Високого і Низького мурів стала занепадати. Після спорудження фортифікацій монастиря бернардинців у прилеглій ділянці Високого муру з сторони Єврейського кварталу навіть самовільно пробили 30 вікон. Через брак догляду на середину XVIII століття люстрації відзначали відсутність покриття мурів, ділянок бойових галерей, наявність проломів у Високому мурі, куди нараз могло пройти декілька чоловік. Високий і Низький мур почали розбирати 1777 року. Останніми розібрали 1825 року залишки Високого муру на нинішній вулиці Підвальній.

## Залишки фортифікацій
До нашого часу дійшли дві ділянки Високого муру на вулиці Підвальній позаду Міського та Королівського арсеналів та одна з сторони проспекту Свободи, що зазнала реконструкції 1998 року. Також на вулиці Підвальній було відкрито та реконструйовано дві ділянки Низького муру з бастеями, протрасовано лінію Високого муру. У бастеї напроти Успенської церкви знаходився прохід Босацької хвіртки. Ще дві бастеї було віднайдено при будівництві будинків на вулиці Братів Рогатинців. З веж Високого муру збереглись нижні яруси вежі токарів біля Міського арсеналу та основи веж шевців, римарів на вулиці Підвальній. На проспекті Свободи у 1998 р. встановили муляж вежі крамарів. Оборонний мур внизу вулиці Личаківської з 1630-х років захищав кляштор бернардинців і відношення до двох готичних ліній оборони міста не має.

## Галерея

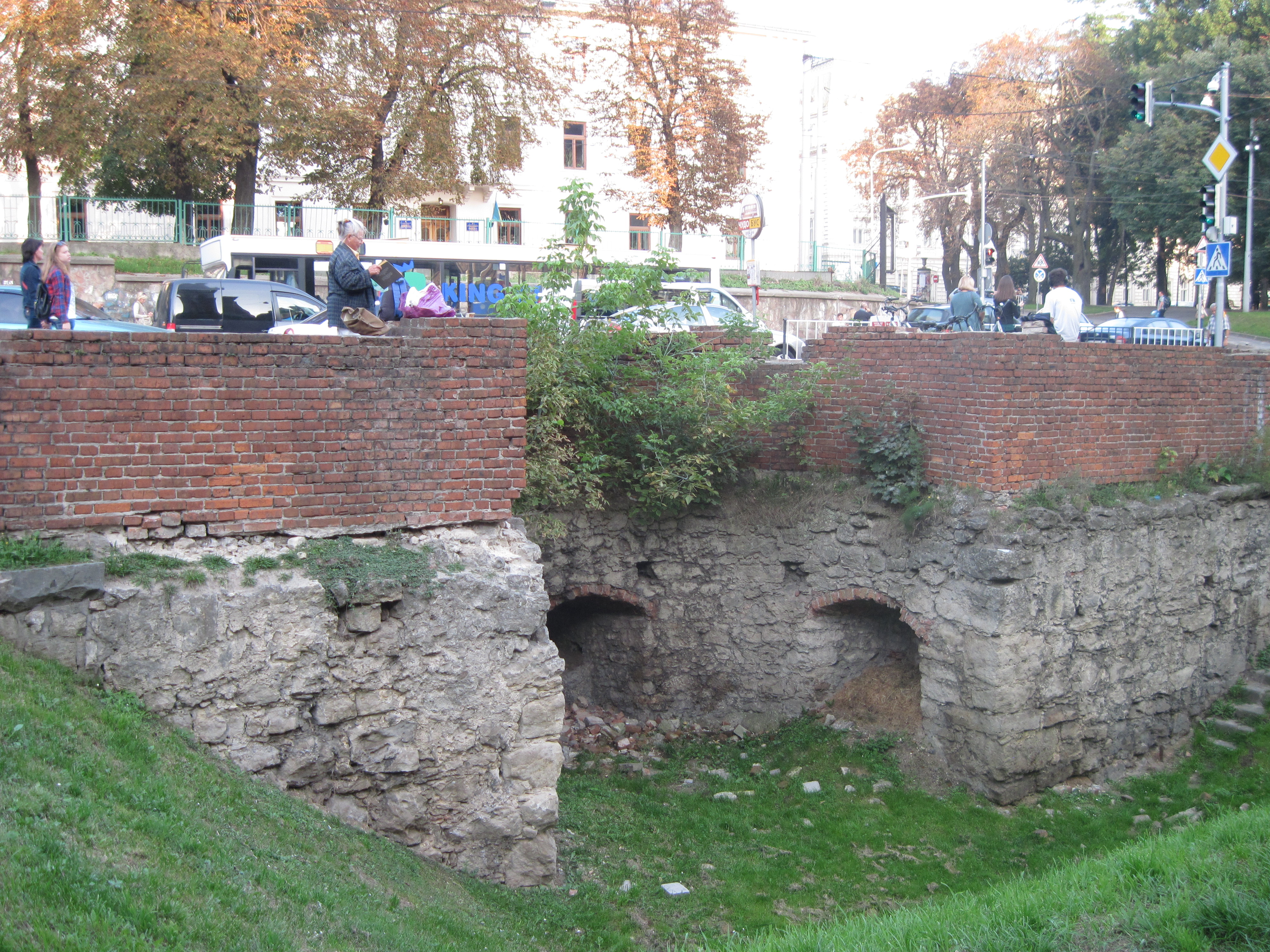
Фрагмент Низького муру з бастеєю на вулиці Підвальній, зима
- Фрагмент Низького муру з бастеєю на вулиці Підвальній, осінь
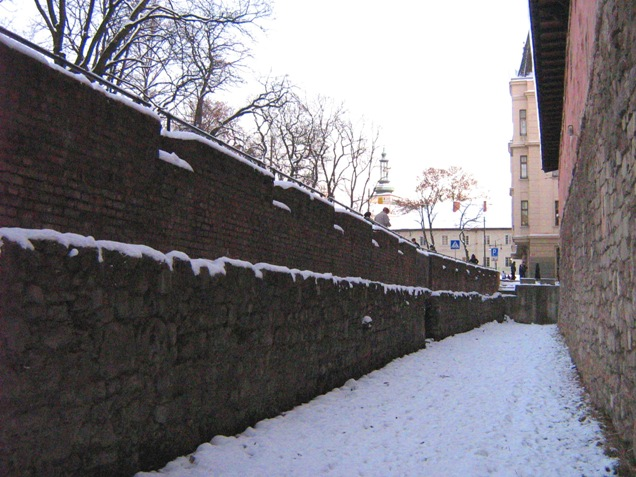
Низький мур біля Міського арсеналу
- Високий мур позаду Міського арсеналу
- Муляж вежі крамарів і Високого муру на проспекті Свободи
- Рештки вежі токарів біля Міського арсеналу
- Високий мур з гурдицією наприкінці XIV ст. (автор Качор І. В.)
- Схема бастеї Низького муру (автор Качор І. В.)